# Scoarțe populare
Scoarțe populare este un film românesc din 1965 regizat de Erich Nussbaum.